# Léxico extendido del lenguaje
El léxico extendido del lenguaje (LEL) es una técnica de elicitar requierimientos. Este tipo de metodología, la utilizan los ingenieros en software, para poder adquirir conocimientos del dominio sobre cual están trabajando y poder ordenar esa información de alguna manera.